# Liste der Nummer-eins-Hits in Spanien (1980)
Dies ist eine Liste der Nummer-eins-Hits in Spanien im Jahr 1980. Sie basiert auf den offiziellen Chartlisten der Asociación Fonográfica y Videográfica de España (AFYVE, heute Promusicae), der spanischen Landesgruppe der IFPI.

| | Liste der Nummer-eins-Hits in Spanien | Liste der Nummer-eins-Hits in Spanien | Liste der Nummer-eins-Hits in Spanien                                                  | 1981 → |
| \| Zeitraum \| Wo. ges. \| Interpret \| Titel Autor(en) \| Zusätzliche Informationen \| \| (Zeitraum, Wochen auf Platz eins, Interpret, Titel, Autor[en], zusätzliche Informationen) \| \| \| \| \| \| ----------------------------------------------------------------------------------------- \| -------- \| ------------------------ \| -------------------------------------------------------------------------------------- \| ------------------------------------------------------------------------------------------------------------------------------------------------------------------------------------------------------------------------------------------------------- \| \| 22. Dezember 1979 – 11. Januar 1980 3 Wochen \| 3 \| Iván \| Sin amor Musik: Ralph Siegel; spanischer Text: Luís Gómez Escolar Roldán \| Mit der spanischen Version des deutschen Grand-Prix-Beitrags der Band Dschinghis Khan hatte Iván seinen Debüthit. Textschreiber Gómez Escolar schrieb auch den Song Fotonovela, mit dem Ivan fünf Jahre später im deutschsprachigen Raum bekannt wurde. \| \| 12. Januar 1980 – 1. Februar 1980 3 Wochen \| 3 \| Pecos \| Háblame de ti Pedro José Herrero Pozo \| – \| \| 2. Februar 1980 – 7. März 1980 5 Wochen \| 5 \| Bob Dylan \| Man Gave Names to All the Animals Bob Dylan \| – \| \| 8. März 1980 – 4. April 1980 4 Wochen \| 4 \| The Buggles \| Video Killed the Radio Star Geoffrey Downes, Trevor Charles Horn, Bruce Martin Woolley \| – \| \| 5. April 1980 – 2. Mai 1980 4 Wochen (insgesamt 6) \| 6 \| The Sugarhill Gang \| Rapper’s Delight Bernard Edwards, Nile Gregory Rodgers \| – \| \| 3. Mai 1980 – 9. Mai 1980 1 Woche \| 1 \| The Police \| Message in a Bottle Gordon Sumner \| – \| \| 10. Mai 1980 – 23. Mai 1980 2 Wochen (insgesamt 6) \| 6 \| Sugarhill Gang \| Rapper’s Delight Bernard Edwards, Nile Gregory Rodgers \| – \| \| 24. Mai 1980 – 6. Juni 1980 2 Wochen \| 2 \| Francis Cabrel \| La quiero a morir Francis Christian Cabrel \| – \| \| 7. Juni 1980 – 13. Juni 1980 1 Woche \| 1 \| Miguel Bosé \| Morir de amor Musik: José Luis Perales Morillas; Text: Miguel Bosé Dominguín \| – \| \| 14. Juni 1980 – 25. Juli 1980 6 Wochen (insgesamt 7) \| 7 \| Lipps, Inc. \| Funky Town Steven Phillip Greenberg \| – \| \| 26. Juli 1980 – 1. August 1980 1 Woche (insgesamt 6) \| 6 \| Julio Iglesias \| Hey! Ramón Arcusa Alcon, Julio Iglesias, Mario Balducci, Giovanni Belfiore \| – \| \| 2. August 1980 – 8. August 1980 1 Woche (insgesamt 7) \| 7 \| Lipps Inc. \| Funky Town Steven Phillip Greenberg \| – \| \| 9. August 1980 – 12. September 1980 5 Wochen (insgesamt 6) \| 6 \| Julio Iglesias \| Hey! Ramón Arcusa Alcon, Julio Iglesias, Mario Balducci, Giovanni Belfiore \| – \| \| 13. September 1980 – 17. Oktober 1980 5 Wochen \| 5 \| Goombay Dance Band \| Sun of Jamaica Wolfgang Jass, Wolff-Eckehardt Stein \| – \| \| 18. Oktober 1980 – 24. Oktober 1980 1 Woche \| 1 \| Miguel Bosé \| Don Diablo Lawrence Russell Brown, Sandy Linzer \| – \| \| 25. Oktober 1980 – 5. Dezember 1980 6 Wochen \| 6 \| Olivia Newton-John & ELO \| Xanadu Jeffrey Lynne \| – \| \| 6. Dezember 1980 – 23. Januar 1981 7 Wochen \| 7 \| Barbra Streisand \| Woman in Love Barry Gibb, Robin Gibb \| – \| |                                       |                                       |                                                                                        | |
| |                                       |                                       |                                                                                        | → 1981 → |
| Zeitraum | Wo. ges.                              | Interpret                             | Titel Autor(en)                                                                        | Zusätzliche Informationen |
| (Zeitraum, Wochen auf Platz eins, Interpret, Titel, Autor[en], zusätzliche Informationen) |                                       |                                       |                                                                                        | |
| 22. Dezember 1979 – 11. Januar 1980 3 Wochen | 3                                     | Iván                                  | Sin amor Musik: Ralph Siegel; spanischer Text: Luís Gómez Escolar Roldán               | Mit der spanischen Version des deutschen Grand-Prix-Beitrags der Band Dschinghis Khan hatte Iván seinen Debüthit. Textschreiber Gómez Escolar schrieb auch den Song Fotonovela, mit dem Ivan fünf Jahre später im deutschsprachigen Raum bekannt wurde. |
| 12. Januar 1980 – 1. Februar 1980 3 Wochen | 3                                     | Pecos                                 | Háblame de ti Pedro José Herrero Pozo                                                  | – |
| 2. Februar 1980 – 7. März 1980 5 Wochen | 5                                     | Bob Dylan                             | Man Gave Names to All the Animals Bob Dylan                                            | – |
| 8. März 1980 – 4. April 1980 4 Wochen | 4                                     | The Buggles                           | Video Killed the Radio Star Geoffrey Downes, Trevor Charles Horn, Bruce Martin Woolley | – |
| 5. April 1980 – 2. Mai 1980 4 Wochen (insgesamt 6) | 6                                     | The Sugarhill Gang                    | Rapper’s Delight Bernard Edwards, Nile Gregory Rodgers                                 | – |
| 3. Mai 1980 – 9. Mai 1980 1 Woche | 1                                     | The Police                            | Message in a Bottle Gordon Sumner                                                      | – |
| 10. Mai 1980 – 23. Mai 1980 2 Wochen (insgesamt 6) | 6                                     | Sugarhill Gang                        | Rapper’s Delight Bernard Edwards, Nile Gregory Rodgers                                 | – |
| 24. Mai 1980 – 6. Juni 1980 2 Wochen | 2                                     | Francis Cabrel                        | La quiero a morir Francis Christian Cabrel                                             | – |
| 7. Juni 1980 – 13. Juni 1980 1 Woche | 1                                     | Miguel Bosé                           | Morir de amor Musik: José Luis Perales Morillas; Text: Miguel Bosé Dominguín           | – |
| 14. Juni 1980 – 25. Juli 1980 6 Wochen (insgesamt 7) | 7                                     | Lipps, Inc.                           | Funky Town Steven Phillip Greenberg                                                    | – |
| 26. Juli 1980 – 1. August 1980 1 Woche (insgesamt 6) | 6                                     | Julio Iglesias                        | Hey! Ramón Arcusa Alcon, Julio Iglesias, Mario Balducci, Giovanni Belfiore             | – |
| 2. August 1980 – 8. August 1980 1 Woche (insgesamt 7) | 7                                     | Lipps Inc.                            | Funky Town Steven Phillip Greenberg                                                    | – |
| 9. August 1980 – 12. September 1980 5 Wochen (insgesamt 6) | 6                                     | Julio Iglesias                        | Hey! Ramón Arcusa Alcon, Julio Iglesias, Mario Balducci, Giovanni Belfiore             | – |
| 13. September 1980 – 17. Oktober 1980 5 Wochen | 5                                     | Goombay Dance Band                    | Sun of Jamaica Wolfgang Jass, Wolff-Eckehardt Stein                                    | – |
| 18. Oktober 1980 – 24. Oktober 1980 1 Woche | 1                                     | Miguel Bosé                           | Don Diablo Lawrence Russell Brown, Sandy Linzer                                        | – |
| 25. Oktober 1980 – 5. Dezember 1980 6 Wochen | 6                                     | Olivia Newton-John & ELO              | Xanadu Jeffrey Lynne                                                                   | – |
| 6. Dezember 1980 – 23. Januar 1981 7 Wochen | 7                                     | Barbra Streisand                      | Woman in Love Barry Gibb, Robin Gibb                                                   | – |